# Octávio Moraes
Octávio Sérgio da Costa Moraes, mais conhecido por Octávio Moraes ou apenas Octávio (Belém, 9 de julho de 1923 — Rio de Janeiro, 19 de outubro de 2009), foi um futebolista e arquiteto brasileiro.
Octávio é o sétimo maior artilheiro do Botafogo, com 171 gols em 200 jogos, e tem a quarta melhor média de gols por partida - 0,85, superior inclusive à de Quarentinha, líder absoluto da artilharia no clube e curiosamente também paraense. Jogou pela Seleção Brasileira em 1949, vindo depois a ser o arquiteto que planejou o centro de treinamento dela em Teresópolis.
Era filho de Eneida de Moraes, ao passo que seu pai era Genaro Bayma de Moraes, um dos fundadores do Paysandu. Octávio também era sobrinho de Carlos Bayma de Moraes, outro fundador deste clube paraense, inclusive sendo o autor do distintivo com pé alado.
Pela Seleção, venceu a Copa América de 1949, vindo depois a defender também Santos e Fluminense. Atribui-se a Octávio a criação ou popularização do futevôlei nas praias cariocas.

## Carreira

### Precedentes familiares no futebol

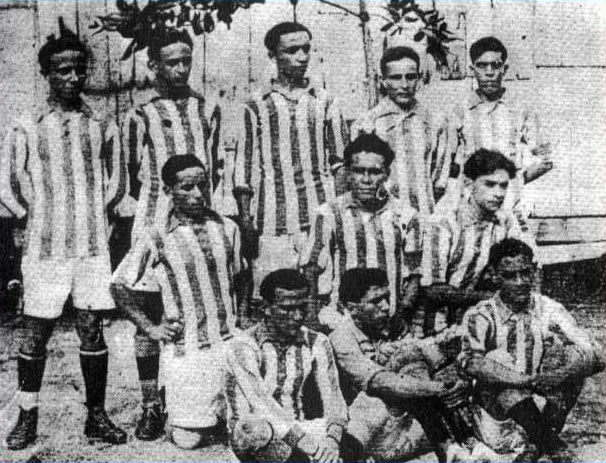
Paysandu campeão paraense pela primeira vez. Genaro, pai de Octávio, é o jogador sentado à esquerda. Aristides, tio de Octávio, é o sentado à direita. Mimi Sodré é o penúltimo em pé e Suíço, o segundo na fila do meio.

Sua mãe, Eneida de Moraes (1903-1971), além de militante do Partido Comunista Brasileiro, era adepta do Clube do Remo. Mas casou-se com Genaro Bayma de Moraes, que, além de possuir cargo de chefia no Banco Nacional Ultramarino, havia sido um dos fundadores do Paysandu.
Genaro Bayma esteve no primeiro Re-Pa, em 1914. Embora tenha na ocasião marcado gol contra na derrota de 2-1, recuperou-se: era visto como um zagueiro de "proficiência" em 1917, equiparado a Domingos da Guia por Edgar Proença, cronista homenageado com o nome oficial do Mangueirão. Proença fora outro fundador do Paysandu, mas tornara-se remista, vindo a ser o próprio autor do apelido de "Leão Azul" adotado pelo rival.
Genaro participou do primeiro título do Paysandu no Campeonato Paraense de Futebol, em 1920. Fez ali inclusive dupla de zagueiros com Aristides Bayma de Moraes, outro de seus irmãos. em elenco que continha um ex-botafoguense (Mimi Sodré) e Suíço, dois jogadores requisitados pela Seleção Brasileira. Em função dos afazeres bancários de Genaro é que a família mudou-se ao Rio de Janeiro, em 1931, quando Octávio tinha ainda oito anos de idade.

### Botafogo
Uma vez no Rio, Octávio Moraes foi notado primeiramente no time amador chamado Boca Juniors, onde foi descoberto pelo famoso treinador Kanela - que o levou para jogar como atacante do Botafogo de Futebol e Regatas. Jogou ao lado de Heleno de Freitas, Sílvio Pirilo, Paraguaio entre outros. Ajudou o clube, com seus gols, a conquistar seu primeiro título do Campeonato Carioca de Futebol após a fusão dos antigos Botafogo Football Club e Club de Regatas Botafogo: o de 1948, no qual Octávio assegurou a conquista ao marcar o terceiro gol botafoguense em clássico com o Vasco da Gama, cujo Expresso da Vitória foi vencido no jogo decisivo por 3-1 em 12 de dezembro daquele ano. Octávio também foi o artilheiro do campeonato, com 21 gols.

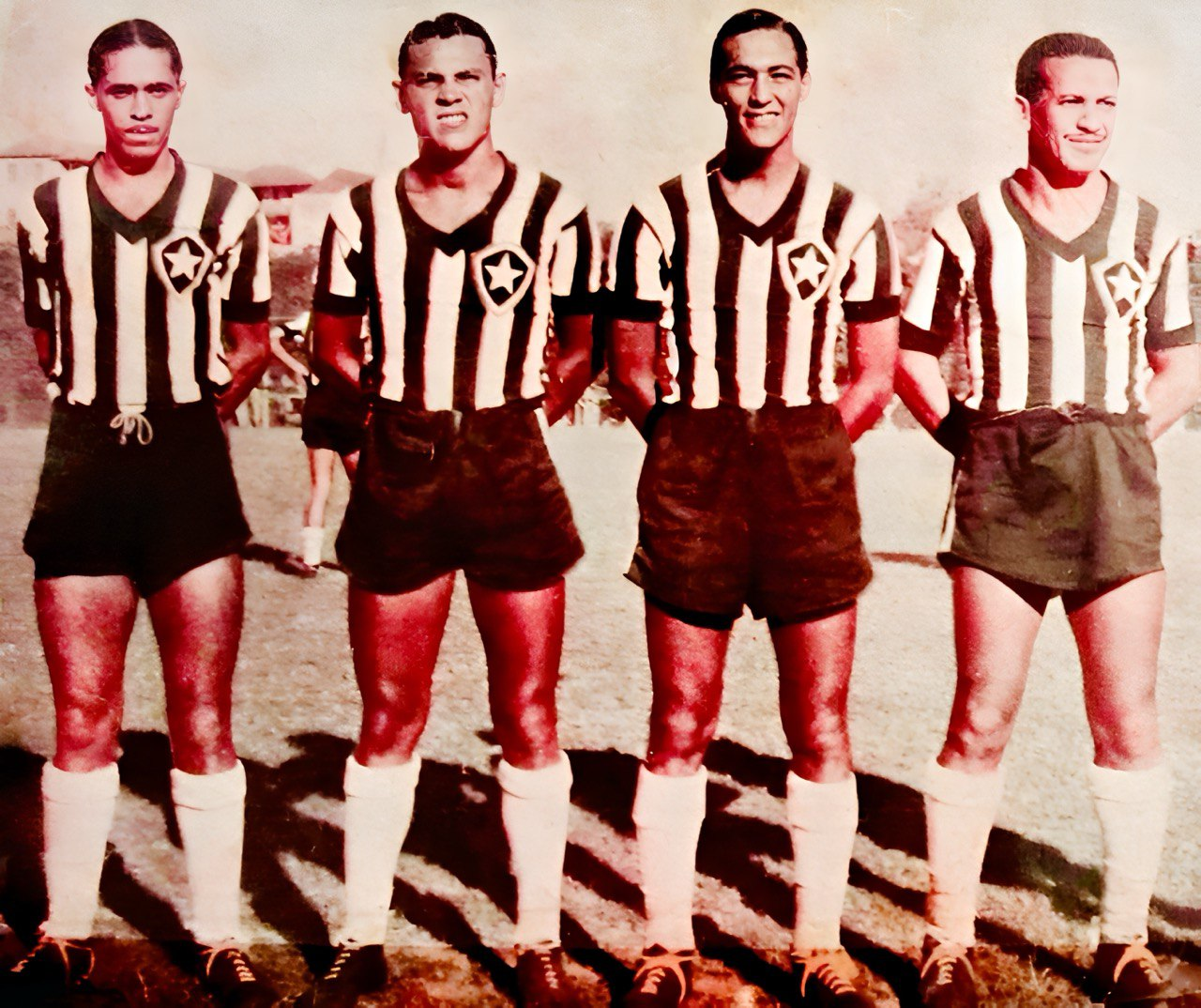
Botafogo em 1947: Santo Cristo, Octávio Moraes, Heleno de Freitas e Geninho.

A conquista de 1948 também foi especialmente significativa por ser o único estadual vencido pelo clube entre 1935 e 1957, e por dar-se precisamente na primeira temporada com o desfalque do ídolo Heleno - que naquele ano buscara transferir-se ao Boca Juniors original, embora a cinebiografia desse atacante retrate outra versão. O título e artilharia credenciaram Octávio a ser convocado no início do ano seguinte à Seleção, testado por Flávio Costa para a Copa América de 1949.
Ao todo, Octávio marcou 171 gols em 200 jogos pelo Botafogo, sendo seu sétimo maior artilheiro - abaixo dos 186 (em 413 jogos) de Jairzinho, dos 190 (em 201) de Nilo Murtinho, dos 209 (em 235) de Heleno, dos 243 (em 612) de Garrincha, dos 261 (em 303) de Carvalho Leite e do líder Quarentinha, curiosamente também paraense e filho de um ex-futebolista do Paysandu. autor de 307 gols em 444 jogos. Em média de gols, contudo, Octávio é o quarto mais efetivo goleador botafoguense, com 0,85 por partida, abaixo somente dos 0,86 de Carvalho Leite, dos 0,89 de Heleno e dos 0,95 de Nilo, outro nativo do Pará. Quarentinha teve média de 0,69, Garrincha teve média de 0,4 e Jairzinho, de 0,45.

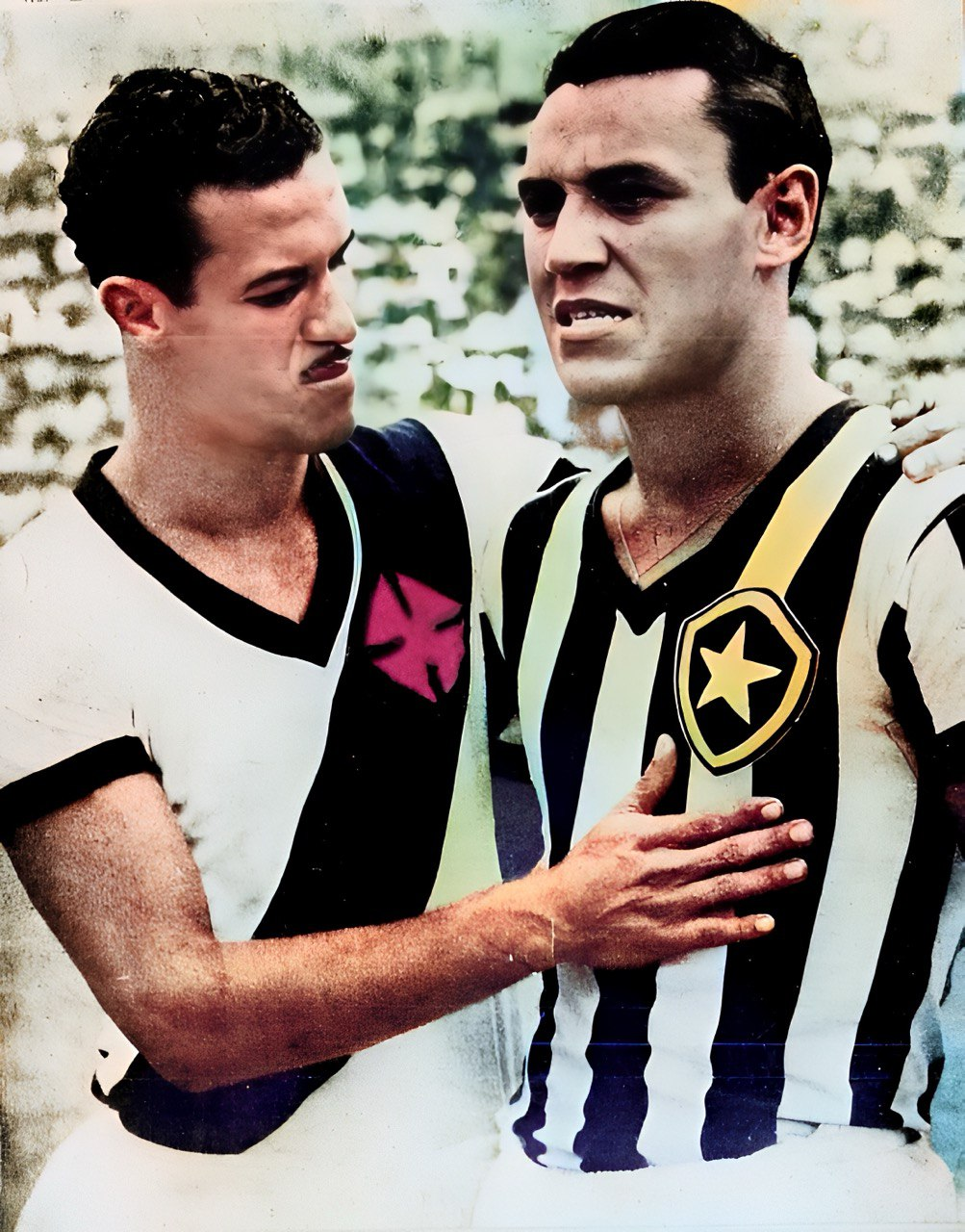
Com Ademir de Menezes, em clássico com o Vasco.

### Seleção
Aquela Copa América de 1949 foi precisamente a única vencida pelo Brasil entre os títulos de 1922 e de 1989, mas Octávio, embora marcasse gol em sua estreia pela seleção, não saiu-se bem, vindo a reconhecer que atuou sob nervosismo. O gol da estreia veio a ser seu único pelo Brasil, na goleada de 9-1 sobre o Equador, pela rodada inaugural do torneio, em 3 de abril.
Octávio jogou outras três vezes pela seleção, todas naquela Copa América: ausente das três rodadas seguintes, com a vaga de centroavante ocupada por Nininho, entrou em campo nas três subsequentes: no 7-1 sobre o Peru em 23 de abril, no 5-1 sobre o Uruguai em 30 de abril e, por fim, na derrota de 2-1 para o Paraguai em 8 de maio. O resultado forçou jogo-extra com os paraguaios, com o treinador Flávio Costa optando por Ademir de Menezes como centroavante, consagrando-se este com três gols no triunfo de 7-0.
Sem ter agrado na Seleção, Octávio acabou não chamado para a Copa do Mundo FIFA de 1950, com Flávio Costa optando para as posições de ataque por Ademir e também por Zizinho, Friaça, Chico e Jair Rosa Pinto de titulares; e Adãozinho, Maneca, Baltazar e Rodrigues Tatu para reservas.

### Declínio
Depois da temporada vitoriosa de 1948, Octávio gradualmente começou a ter problemas de relacionamento com dirigentes do Botafogo, com insatisfações que incluíam treinos apreensivos com a presença de seguranças armados. Em 1952, então, recebeu um comunicado por escrito para que procurasse outro clube para jogar; os alvinegros estavam interessados em, com a venda do paraense, ter fundos para a aquisição de Rubén Bravo, visto como maior atacante argentino do início da década de 1950.
O atacante transferiu-se ainda em 1952 ano para o Santos. Já formado em Arquitetura, chegou a ser convidado pelo então presidente do clube, Modesto Roma, para projetar o futuro estaleiro que a família Roma estava construindo na Baixada Santista. Marcou quatorze gols no campeonato paulista de 1952, incluindo dois em clássico com a Portuguesa Santista vencido por 4-2 e em outro com o Jabaquara, em empate em 1-1, em tempos pré-Era Pelé nos quais ambos os vizinhos ainda possuíam patamar relativamente parelho com os alvinegros. O Santos ainda tinha somente um único título estadual, em 1935, mas Octávio também pôde marcar em goleada de 4-0 no clássico com o Palmeiras.
Contudo, sem se aclimatar ao novo clube e à nova cidade, Octávio deixou os praianos para regressar ao Rio. Teve uma rápida passagem pelo Fluminense, cujo treinador Zezé Moreira já estava com uma vaga aberta para o atacante. Porém, como tricolor, Octávio Moraes fez somente três jogos; ocorreram no espaço de nove dias, em excursão da equipe pela Colômbia em março de 1953, sem que ele marcasse gols.
Octávio ainda seguiu carreira na Portuguesa Carioca. Pela equipe da Ilha do Governador, marcou dois gols no estadual de 1953.

## Fora dos campos
Octávio Moraes é considerado por muitos um dos criadores do futevôlei nas praias cariocas. Foi também presidente da AGAP, Associação de Garantia ao Atleta Profissional, durante um triste momento da história do futebol do Brasil - a morte de Garrincha. Anos depois, Octávio Moraes tornou-se colunista no Jornal do Brasil. Sua mãe, Eneida de Moraes, foi uma grande escritora e pioneira como cronista no Rio de Janeiro. Ela e Genaro Bayma de Moraes, pai de Octávio, tiveram também uma filha, Léa.
Octávio foi também autor do projeto de arquitetura da concentração da Seleção Brasileira de Futebol na Granja Comary, em Teresópolis.
Morreu aos 86 anos, em 19 de outubro de 2009. Em uma queda, fraturou um fêmur, contraindo pneumonia na internação hospitalar. Torcedores do Botafogo chegaram a se mobilizar para providenciar-lhe transfusão de sangue, mas Octávio não resistiu às complicações.

## Títulos
Seleção Brasileira
- Copa América: 1949

Botafogo

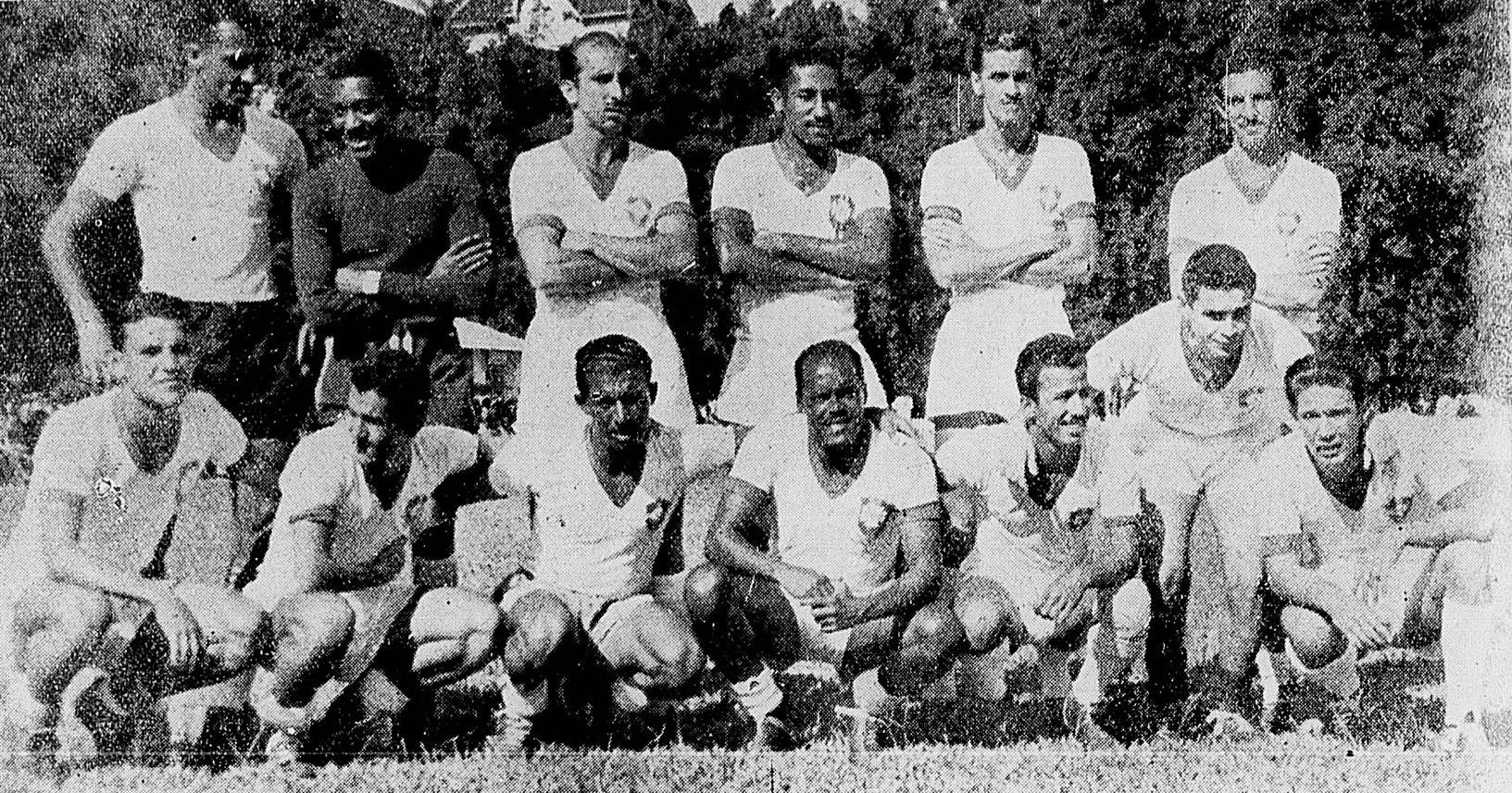
Primeiro agachado em treino da Seleção Brasileira em 1949: Ely, Barbosa, Augusto, Wilson, Danilo e Noronha; Octávio Moraes, Cláudio, Zizinho, Leônidas da Silva, Orlando Pingo de Ouro, Canhotinho e Chico.

- Torneio Início do Campeonato Carioca: 1947
- Campeonato Carioca: 1948

### Artilharias
- Torneio Relâmpago: 1946 (4 Gols)[43]
- Campeonato Carioca: 1948 (21 Gols)[26]
- 7° Maior artilheiro do Botafogo: 171 gols[48]